# Дана Весполі
Дана Весполі (англ. Dana Vespoli; 22 вересня 1972, Портленд, Орегон, США) — американська порноакторка та режисерка порнофільмів.

## Біографія
Народилася 22 вересня 1972 в Портленді, штат Орегон, США. Переїхала в Південну Каліфорнію, де здобула звання бакалавра гуманітарних наук в галузі порівняльного літературознавства в Mills College, була помічницею капітана гребної команди університету.

### Порноіндустрія
Була танцюристкою під ім'ям Кріста в Mitchell Brothers O Farrell Theatre, Bay Area, а також працювала в Playboy TV навесні 2003 року.
В порноіндустрію потрапила відносно пізно, у 29 років. Псевдонім походить від бренду англ. Vespoli, який виготовляє гребні човни.
У 2006 році Весполі підписала, як режисерка, контракт з компанією Digital Sin.
Знімала гонзо-порнографію для Red Light District та Combat Zone, New Sensations, Filly Films, Sweetheart Video, Evil Angel  з Джоном Леслі, Джої Сілвера, Nica Noelle, Беладонною, Kink, Джеймсом Авалоном і Кевіном Муром, знімалася з Джеймсом Діном, Karlie Montana, Самантою Раян, Селестою Стар, Сінн Сейдж.
З 2011 року Дана Весполиі працює з компаніями Filly Films, а з 2012 з Sweetheart Video, спеціалізуються на виробництві лесбійських порнофільмів. У 2011 році журнал Complex поставив її на 13 місце в списку «50 найгарячіших азійських порнозірок всіх часів».
В якості режисерки Весполі підписала контракт з продюсерською компанією Evil Angel, першим релізом з «Evil Angel» став фільм «Forsaken» (2013), з участю Весполі, Еш Голлівуд, Мануеля Феррари, Саманти Раян, Фенікс Марі, Майкла Вегаса і Джеймса Діна.
За даними на 2017 рік, знялася в 408 порнофільмах і зрежисирувала 149 порнострічок.

## Особисте життя
Була одружена з Мануелем Феррарою, вони офіційно розлучилися, але підтримують близькі стосунки й разом виховують спільних дітей.
Любить читати й слухати музику (The Commodores, Radiohead, Led Zeppelin, Джордж Харрісон, T. I.).

## Премії та номінації
- 2005 AVN Award номінація — Краща нова старлетка[9]
- 2007 Adam World Film Guide — Directrix of the Year[10]
- 2013 NightMoves Award номінація — Best Director (Non Parody)
- 2013 NightMoves Award номінація — Best Ink
- 2013 Sex Awards номінація — Favorite Director
- 2013 Sex Awards номінація — Porn Star of the Year[11]
- 2013 XRCO Award номінація — Best Cumback[12]
- 2014 AVN Award номінація — Best Director — Feature[13]
- 2014 AVN Award номінація — Best Director — Non-Feature
- 2014 AVN Award номінація — Best Double Penetration Sex Scene (з Alec Knight & Danny Wylde)
- 2014 AVN Award номінація — Best POV Sex Scene (з Бонні Роттен)
- 2014 AVN Award номінація — Best Screenplay
- 2014 AVN Award номінація — Best Three-Way Sex Scene — G/G/B (з Валентиною Наппи й Рамоном Номаром)
- 2014 AVN Award номінація — Director of the Year
- 2014 AVN Award номінація — Most Outrageous Sex Scene (з Жюстін Джолі, Ейден Старр і Chad Diamond)
- 2014 XBIZ Award номінація — Director of the Year — Body of Work[14]
- 2014 XBIZ Award — Director of the Year — Non-Feature Release[15]
- 2014 XBIZ Award номінація — MILF Performer of the Year
- 2017 XBIZ Award, перемога — Краща актриса в лесбійському фільмі[16] (Lefty)